# Rodézia miniszterelnöke
Rodézia miniszterelnöke (1964 előtt Dél-Rodézia miniszterelnöke) volt Rodézia kormányfője. Rodézia, amely 1923-ban az Egyesült Királyság önkormányzó gyarmatává vált, 1965. november 11-én egyoldalúan kikiáltotta függetlenségét, majd 1979-ig el nem ismert államként állt fenn. 1979 decemberében az ország ideiglenes brit ellenőrzés alá került, majd 1980 áprilisában Zimbabwe néven már elismert független államként működhetett.
Rodézia politikai rendszere a westminsteri rendszer mintájára épült, így a kormányfő szerepköre hasonlított pl. Kanada vagy Ausztrália miniszterelnöke szerepkörére.

## Lista
| # | Kép | Név (Születés–halálozás) Választókerület                                | Terminus             | Terminus             | Terminus               | Megválasztva (Parlament)                       | Párt                                          |
| # | Kép | Név (Születés–halálozás) Választókerület                                | Kezdete              | Vége                 | Hivatalban töltött idő | Megválasztva (Parlament)                       | Párt                                          |
| - | --- | ----------------------------------------------------------------------- | -------------------- | -------------------- | ---------------------- | ---------------------------------------------- | --------------------------------------------- |
| 1 |     | Charles Coghlan (1863–1927) Észak-Bulawayo választókerület képviselője  | 1923. október 1.     | 1927. augusztus 28.  | 3 év, 331 nap          | 1924 (1)                                       | Rodézia Párt                                  |
| 2 |     | Howard Moffat (1869–1951) Gwanda választókerület képviselője            | 1927. szeptember 2.  | 1933. július 5.      | 5 év, 306 nap          | — (1) 1928 (2)                                 | Rodézia Párt                                  |
| 3 |     | George Mitchell (1867–1937) Gwanda választókerület képviselője          | 1933. július 5.      | 1933. szeptember 12. | 69 nap                 | — (2)                                          | Rodézia Párt                                  |
|   |     | Godfrey Huggins (1883–1971) Észak-Salisbury választókerület képviselője | 1933. szeptember 12. | 1953. szeptember 7.  | 19 év, 360 nap         | 1933 (3) 1934 (4) 1939 (5) 1946 (6) 1948 (7)   | Reformpárt (1934-ig) Egyesült Párt (1934-től) |
| 4 |     | Godfrey Huggins (1883–1971) Észak-Salisbury választókerület képviselője | 1933. szeptember 12. | 1953. szeptember 7.  | 19 év, 360 nap         | 1933 (3) 1934 (4) 1939 (5) 1946 (6) 1948 (7)   | Reformpárt (1934-ig) Egyesült Párt (1934-től) |
|   |     | Godfrey Huggins (1883–1971) Észak-Salisbury választókerület képviselője | 1933. szeptember 12. | 1953. szeptember 7.  | 19 év, 360 nap         | 1933 (3) 1934 (4) 1939 (5) 1946 (6) 1948 (7)   | Reformpárt (1934-ig) Egyesült Párt (1934-től) |
| 5 |     | Garfield Todd (1908–2002) Shabani választókerület képviselője           | 1953. szeptember 7.  | 1958. február 17.    | 4 év, 163 nap          | — (7) 1954 (8)                                 | Egyesült Rodézia Párt                         |
| 6 |     | Edgar Whitehead (1905–1971) Észak-Salisbury választókerület képviselője | 1958. február 17.    | 1962. december 17.   | 4 év, 303 nap          | — (8) 1958 (9)                                 | Egyesült Föderális Párt                       |
| 7 |     | Winston Field (1904–1969) Marandellas választókerület képviselője       | 1962. december 17.   | 1964. április 13.    | 1 év, 118 nap          | 1962 (10)                                      | Rodéziai Front                                |
| 8 |     | Ian Smith (1919–2007) Umzingwane választókerület képviselője            | 1964. április 13.    | 1979. június 1.      | 15 év, 49 nap          | — (10) 1965 (11) 1970 (12) 1974 (13) 1977 (14) | Rodéziai Front                                |

## Fordítás
Ez a szócikk részben vagy egészben  a   Prime Minister of Rhodesia című angol Wikipédia-szócikk ezen változatának fordításán alapul.  Az eredeti cikk szerkesztőit annak laptörténete sorolja fel. Ez a jelzés csupán a megfogalmazás eredetét és a szerzői jogokat jelzi, nem szolgál a cikkben szereplő információk forrásmegjelöléseként.